# Polystichum tenuius
Polystichum tenuius är en träjonväxtart som först beskrevs av Ren-Chang Ching, och fick sitt nu gällande namn av Li Bing Zhang. Polystichum tenuius ingår i släktet Polystichum och familjen Dryopteridaceae. Inga underarter finns listade.